# ベン・サヴェージ
ベン・サヴェージ（Ben Savage,  1980年9月13日 - ）は、アメリカ合衆国の元子役、俳優である。

## 来歴
1980年、イリノイ州シカゴに生まれる。父親は不動産関係の仕事をしており、兄のフレッド・サベージは、ベンと同じく子役として活動を始め、かつてNHKで放送された青春ドラマ『素晴らしき日々』の主演として知られている。ポーランド、ウクライナ、ドイツとラトビアの血を引いている。
1989年の9歳の時に、兄のフレッドが主演した『リトル・モンスター』に出演して映画デビュー。同じくフレッドが主演の『素晴らしき日々』へもゲスト出演をしている。その後も、テレビドラマや映画などへ出演して子役としてキャリアを積んでいき、1993年に出演したシチュエーション・コメディドラマの『ボーイ・ミーツ・ワールド』で一躍注目された。同作品ではいたずら好きの主役の少年コーリー・マシューズを演じており、2000年までの7年間で158エピソードへ出演。ちなみに同作品での人気で2000年にはキッズ・チョイス・アワードのFavorite Television Friends部門に輝いた。また、同作品の人気から派生した『ガール・ミーツ・ワールド』へも同役で出演しており、その人気を不動のものにしている。

## 出演作品

### 映画
- リトル・モンスターズ Little Monsters (1989)
- ハリケーン・サム Hurricane Sam (1990)
- She Woke Up (1992)
- マイ・スイート・ファミリー Big Girls Don't Cry... They Get Even (1992)
- クリフォード Clifford (1994)
- Aliens for Breakfast (1994) ※テレビ映画
- Swimming Upstream (2002)
- Car Babes (2006)
- Making It Legal (2007) ※テレビ映画
- パロアルト・グラフィティ Palo Alto, CA (2007)
- The Caterpillar's Kimono (2013)

### テレビドラマ
- Dear John (1998, 1989, 1990)
- ABC TGIF (1990)
- 素晴らしき日々 The Wonder Years (1990)
- A Family for Joe (1990)
- Wild Palms (1993)
- ボーイ・ミーツ・ワールド Boy Meets World (1993 - 2000)
- Maybe This Time (1996)
- Party of Five (1996)
- Still Standing (2005)
- CHUCK/チャック Chuck (2008)
- WITHOUT A TRACE/FBI 失踪者を追え! Without a Trace (2008)
- シェキラ! Shake It Up! (2011)
- BONES Bones (2011)
- ガール・ミーツ・ワールド Girl Meets World (2014 - 2017)
- HOMELAND Homeland (2020)

### テレビアニメ
- Adventures from the Book of Virtues (1998)

## 参照
1. ↑  http://www.filmreference.com/film/74/Fred-Savage.html
2. ↑  http://pqasb.pqarchiver.com/latimes/doc/421689809.html?FMT=ABS&FMTS=ABS&type=current&date=&author=&pub=&edition=&startpage=&desc=
3. ↑  https://www.imdb.com/name/nm0005399/awards/?ref_=nm_awd